# Baza lotnicza RAF Wideawake
Baza lotnicza RAF Wideawake (ICAO: FHAW, IATA: ASI) – brytyjska wojskowa baza lotnicza zlokalizowana na Wyspie Wniebowstąpienia.

## Linie lotnicze i połączenia
| Linia Lotnicza | Kierunek                                        |
| -------------- | ----------------------------------------------- |
| Airlink        | Czartery: 1. Johannesburg 2. / Święta Helena    |
| Titan Airways  | Czartery: 1. / Święta Helena 2. Londyn-Stansted |